# Hólafjall
Hólafjall är ett berg i republiken Island. Det ligger i regionen Austurland, 400 km öster om huvudstaden Reykjavík. Toppen på Hólafjall är 1 001 meter över havet, eller 71 meter över den omgivande terrängen. Bredden vid basen är 1,5 km.
Runt Hólafjall är det mycket glesbefolkat, med 3 invånare per kvadratkilometer. Närmaste större samhälle är Neskaupstaður, omkring 12 kilometer öster om Hólafjall. Trakten runt Hólafjall består i huvudsak av gräsmarker. Genom berget går väg 92 genom en omkring sex kilometer lång vägtunnel.